# Meister der Vitae Imperatorum

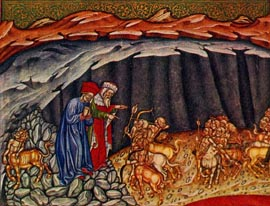
Meister der Vitae Imperatorum: Dante und Vergil mit Kentauren

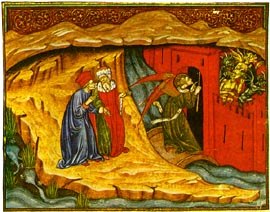
Meister der Vitae Imperatorum: Dante und Virgil mit Engel an der Pforte zum sechsten Höllenkreis

Als Meister der Vitae Imperatorum wird ein mittelalterlicher Buchmaler bezeichnet. Der namentlich nicht bekannte Künstler erhielt seinen Notnamen (italienisch Maestro delle Vitae Imperatorum) nach den von ihm ausgemalten Vitae Imperatorum, einer Abschrift dieses Werkes des antiken Schriftstellers Sueton mit Lebensbeschreibungen römischer Kaiser (Imperatoren). Das Manuskript und seine Illustration in einem Skriptorium (Illumination) wird um 1431 datiert und wurde wahrscheinlich im Mailänder Raum hergestellt.

## Ausbildung und Stil
Der Meister der Vitae Imperatorum war wohl ein Schüler und vermutlich auch Mitarbeiter in der Werkstatt unter der Regentschaft Filippo Maria Viscontis. Sein Werk steht dem Stil der lombardischen Buchmalerei nahe wie sie im Umfeld dieser Werkstatt z. B. auch in dem Brevier der Maria von Savoy und bei Giovannino de’ Grassi und Michelino da Besozzo zu finden ist. Der Stil des Meisters scheint wie bei vielen lombardischen Malern seiner Epoche den ästhetischen Idealen kultivierter höfischer Gotik nachzustreben.

## Werke (Auswahl)
- Vitae imperatorum. Bibliothèque nationale de France, inv. 131

Neben den Vitae Imperatorum werden dem Meister noch weitere Werke zugeschrieben, z. B. in den folgenden Manuskripten:
- Dantes Inferno, Bibliothèque Nationale de France, inv. 2617
- Erschaffung der Erde, Antiphonar, Minneapolis Institute of Art, inv. 43.20
- Das Martyrium des Hl. Laurentius, (Martyrdom of Saint Lawrence), Initiale aus einem Chorbuch, ca. 1430, Allen Memorial Art Museum[3]